# All India Radio
All India Radio (AIR) або Akashvani (деванагарі: आकाशवाणी, ākāshavānī) — одна з центральних радіостанцій Індії, підрозділ Прасар Бхараті (Індійської радіокорпорації), автономної корпорації Міністарства інформації Індії. Радіостарнція була заснована в 1936 році, а зараз є сестринською організацією компанії Доордаршан, національної телевізійної компанії. All India Radio є найбільшою мережею радіовіщання у світі. Її штаб-квартира розташована в Нью-Делі. Віщання поділяється на сектори драми, FM-віщання та національний сервіс.